# Arco del Granarolo
L'arco del Granarolo è un arco situato lungo i portici di via Dieci Giornate a Brescia. Costruito a inizio Ottocento da Rodolfo Vantini su commissione del comune cittadino, è ornato da tondi scolpiti da Giovanni Fantoni.

## Storia
L'arco viene progettato e realizzato da Rodolfo Vantini nel 1822 su commissione del comune di Brescia, che intendeva collegare così i portici, in quel tratto tagliati da via Giulio Bevilacqua, per evitare che i passanti si bagnassero in caso di pioggia.
Prima della costruzione di piazza della Vittoria e del conseguente mutamento dell'urbanistica della zona, l'arco scavalcava via Dante Alighieri allo sbocco di quest'ultima dal quartiere delle Pescherie, all'incrocio con via delle Spaderie, oggi via Dieci Giornate. L'area era popolarmente chiamata il "granarolo" per via del mercato delle granaglie che si teneva abitualmente poco più a sud, nome assunto poi anche dall'arco.
Con la costruzione della piazza e degli edifici circostanti, l'antico crocevia scompare e l'arco assume un nuovo ruolo nel cannocchiale prospettivo diretto verso il Duomo nuovo, passante per la torre della Rivoluzione e il Quadriportico.

## Descrizione
Il progetto del Vantini si compone di un ampio e alto arco leggermente ribassato, impostato su due pilastri rivestiti in marmo. Marmoree sono anche la cornice sul bordo, la chiave di volta, decorata con lo stemma cittadino su entrambi i lati, e le balaustre superiori, di pregevole fattura.
Al di sotto delle balaustre sono incastonati quattro tondi scolpiti, due per lato, opera di Giovanni Fantoni: su di essi vi sono raffigurati, a rilievo, i busti di Agostino Gallo e Nicolò Tartaglia su via Dieci Giornate e quelli del Moretto e Giammaria Mazzuchelli sull'altro lato. Ogni busto è accompagnato da un'iscrizione che permette di identificare il personaggio.